# Шпергель
Шпергель, шперґель або промежник (Spergula) — рід рослин родини гвоздичних.

## Загальна біоморфологічна характеристика

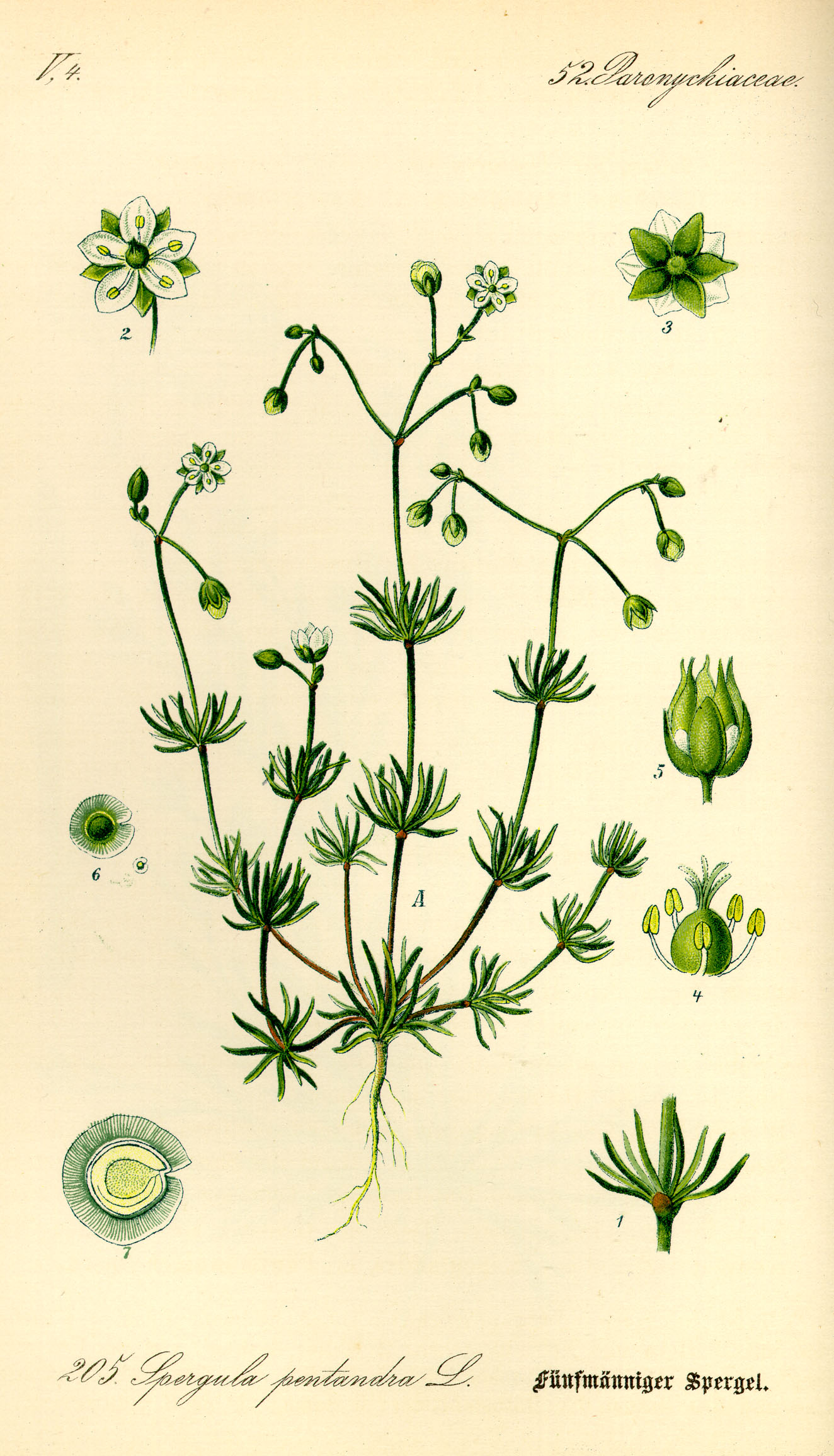
Ілюстрація шпергеля п'ятитичинкового (Spergula pentandra) у виданні Отто Вільгельма Томе «Flora von Deutschland, Österreich und der Schweiz» 1885 року

Невеликі, здебільшого однорічні трави з висхідними або простягнутими, сильно гіллястими від основи стеблами. Листя лінійні, супротивні, але видаються кільчастими через розвиток в їх пазухах укорочених пагонів з пучками листя. Квітки дрібні, білі, 5-членні, в пухких суцвіттях. Плід — багатосім'яна 5-профільна коробочка. Насіння її (одна рослина дає їх до 28 тис.) легко обсипаються і засмічують ґрунт.

## Поширення
Відомо 13 видів, що зустрічаються в помірних областях обох півкуль. В Україні — 6 видів, з них найпоширеніший шпергель звичайний (Spergula vulgaris), росте на пісках, при дорогах, як бур'ян на полях. шпергель великий (Spergula maxima) і шпергель льоновий (Spergula linicola) — злісні бур'яни в посівах льону (згідно спільного інтернет-проекту Королівських ботанічних садів у К'ю і Міссурійського ботанічного саду «The Plant List» всі три згадані назви є синонімами шпергеля польового (Spergula arvensis)). Зустрічаються також шпергель п'ятитичинковий (Spergula pentandra) і шпергель весняний (Spergula vernalis) або шпергель Морісона (Spergula morisonii).

## Використання
Зелена маса шпергеля — хороший корм для худоби, придатна на силос.